# Web research
Con il termine web research o web listening o web monitoring si indica un'azione di ricerca di mercato o sondaggio d'opinione che consiste nell'ascolto o monitoraggio del web, intesa come intercettazione, misurazione, analisi e interpretazione di quanto viene scritto in rete su un dato argomento, prodotto o servizio.

## Obiettivi
La web research è un metodo per raccogliere e studiare l'atteggiamento e la disposizione dei propri clienti e dei clienti della concorrenza, degli attori del mercato reale e potenziale nei confronti di marchi e fenomeni.
È possibile tornare a ritroso nel tempo nell'intercettare quanto lasciato nel web e così misurare il variare di opinioni e pareri in base ad azioni intraprese dall'azienda o dai suoi concorrenti ma anche al variare di fenomeni economici, politici e sociali.
La raccolta dei pareri viene effettuata monitorando i social media (blog, forum, wiki, mainstream, videosharing) e solitamente escludendo siti proprietari, redazionali e di news, specializzate e non. Si considerano esclusivamente i giudizi spontanei non sollecitati, lasciati nel web dagli internauti, eliminando le fonti che possono inquinare e alterare tali espressioni.
La web research, oltre ad avvalersi della statistica e del calcolo probabilistico, ha radici in studi psicologici e filosofici iniziati nei secoli scorsi e sempre progrediti anche se rimasti in gran parte inutilizzati, chiusi in un ristrettissimo ambito universitario. Poi due innovazioni hanno mutato lo scenario: la prima, l'informatica che ha permesso di automatizzare algoritmi di semantica e semiotica ma anche di psicometria e di euristica; la seconda: il web, che rende disponibili miliardi di testi in formato analizzabile. Questi due fattori hanno permesso l'applicazione degli studi accademici per la realizzazione su larga scala di analisi e ricerche, facendo uscire le discipline di riferimento dal campo della ricerca universitaria pura.
La web research si differenzia dalle ricerche quantitative e qualitative (CATI, CAPI, CAWI, face to face, personali, focus group) sia perché procede deduttivamente e non induttivamente, sia perché non vi è l'interazione con un questionario, con un intervistatore, con un moderatore; viene così eliminata una possibile fonte di distorsione del rilevamento.
Si capovolge quindi il concetto storico di ricerca di mercato e di sondaggio di opinione: non si individua o crea un campione rappresentativo di un universo per chiedere o studiare qualcosa di specifico, identificando a priori cosa analizzare, ma si scopre quale è l'atteggiamento e la disposizione del bacino di internauti giudicanti il fenomeno o rappresentanti il fenomeno stesso.